# Parigi-Roubaix 1993
La Parigi-Roubaix 1993, novantunesima edizione della corsa e valida come terzo evento della Coppa del mondo di ciclismo su strada 1993, fu disputata l'11 aprile 1993, per un percorso totale di 267,5 km. Fu vinta dal francese Gilbert Duclos-Lassalle, giunto al traguardo con il tempo di 6h25'20" alla media di 41,652 km/h.
Presero il via da Compiègne 137 ciclisti, 68 di essi portarono a termine la gara.

## Ordine d'arrivo (Top 10)
| Pos. | Corridore               | Squadra     | Tempo   |
| ---- | ----------------------- | ----------- | ------- |
| 1    | Gilbert Duclos-Lassalle | GAN         | 6h25'20 |
| 2    | Franco Ballerini        | GB-MG Magl. | s.t.    |
| 3    | Olaf Ludwig             | Telekom     | a 2'09" |
| 4    | Johan Museeuw           | GB-MG Magl. | s.t.    |
| 5    | Adrie van der Poel      | Motorola    | s.t.    |
| 6    | Edwig Van Hooydonck     | Wordperfect | s.t.    |
| 7    | Marc Sergeant           | Novemail    | s.t.    |
| 8    | Sean Yates              | Motorola    | s.t.    |
| 9    | Benjamin Van Itterbeeck | Collstrop   | s.t.    |
| 10   | Wilfried Nelissen       | Novemail    | a 3'50" |